# Jarebika
Jarebika (oskoruša, lat. Sorbus), veliki biljni rod kojem pripada 360 vrsta listopadnih grmova i drveća iz porodice Rosaceae. 
U Hrvatskoj raste oko osam vrsta, brašnava oskoruša ili mukinja, planinska oskoruša, mukinja planinska, patuljasta mukinja ili patuljasta jarebika ili mukinjica, domaća oskoruša, oskoruša divja ili brekinja i Velebitska oskoruša.
Ime roda dolazi po latinskoj rijeći sorbum, što je bio naziv za plodove oskoruše.

## Vrste
1. Sorbus albopilosa T.T.Yu & L.T.Lu
2. Sorbus alnifolia (Siebold & Zucc.) K.Koch
3. Sorbus amabilis W.C.Cheng ex Z.X.Yu
4. Sorbus americana Marshall
5. Sorbus amoena McAll.
6. Sorbus arachnoidea Koehne
7. Sorbus arguta T.T.Yu
8. Sorbus aronioides Rehder
9. Sorbus astateria (Cardot) Hand.-Mazz.
10. Sorbus atrata Hedrén & J.Levin
11. Sorbus atrosanguinea T.T.Yu & H.T.Tsai
12. Sorbus aucuparia L.
13. Sorbus bissetii McAll.
14. Sorbus brevipetiolata T.H.Nguyên & Yakovlev
15. Sorbus bulleyana McAll.
16. Sorbus burtonsmithiorum Rushforth
17. Sorbus calcicola W.B.Liao & W.Guo
18. Sorbus californica Greene
19. Sorbus caloneura (Stapf) Rehder
20. Sorbus candidissima (A.Chev.) comb.ined.
21. Sorbus carmesina McAll.
22. Sorbus cashmiriana Hedl.
23. Sorbus chengii C.J.Qi
24. Sorbus cibagouensis H.Peng & Z.J.Yin
25. Sorbus cinereopubescens McAll.
26. Sorbus colchica Zinserl.
27. Sorbus commixta Hedl.
28. Sorbus coronata (Cardot) T.T.Yu & H.T.Tsai
29. Sorbus corymbifera (Miq.) T.H.Nguyên & Yakovlev
30. Sorbus coxii McAll.
31. Sorbus decaisneana (Lavallée) Mouill.
32. Sorbus decora (Sarg.) C.K.Schneid.
33. Sorbus detergibilis Merr.
34. Sorbus discolor (Maxim.) Maxim.
35. Sorbus dolichofoliolatus X.F.Gao & Meng Li
36. Sorbus domugledica Kárpáti
37. Sorbus doshonglaensis Xin Chen, Xiao C.Zhang & C.Q.Tang
38. Sorbus dunnii Rehder
39. Sorbus eburnea McAll.
40. Sorbus eleonorae Aldasoro, Aedo & C.Navarro
41. Sorbus ellipsoidalis McAll.
42. Sorbus epidendron Hand.-Mazz.
43. Sorbus erythrosepala Kainul., Sjöman & Aldén
44. Sorbus erzincanica Dönmez
45. Sorbus esserteauiana Koehne
46. Sorbus fansipanensis McAll.
47. Sorbus faohraei Hedrén & J.Levin
48. Sorbus ferruginea (Wenz.) Rehder
49. Sorbus filipes Hand.-Mazz.
50. Sorbus folgneri (C.K.Schneid.) Rehder
51. Sorbus foliolosa (Wall.) Spach
52. Sorbus formosanus (Koidz.) S.S.Ying
53. Sorbus forrestii McAll. & Gillham
54. Sorbus fragrans (E.T.Geddes) comb.ined.
55. Sorbus frutescens McAll.
56. Sorbus gilgitana McAll.
57. Sorbus glabriuscula McAll.
58. Sorbus globosa T.T.Yu & H.T.Tsai
59. Sorbus glomerulata Koehne
60. Sorbus gonggashanica McAll.
61. Sorbus gongshanensis X.F.Gao & Meng Li
62. Sorbus gracilis (Siebold & Zucc.) K.Koch
63. Sorbus granulosa (Bertol.) Rehder
64. Sorbus guanii Rushforth
65. Sorbus hajastana Gabrieljan
66. Sorbus harrowiana (Balf.f. & W.W.Sm.) Rehder
67. Sorbus hedlundii C.K.Schneid.
68. Sorbus helenae Koehne
69. Sorbus hemsleyi (C.K.Schneid.) Rehder
70. Sorbus herculis Kárpáti
71. Sorbus heseltinei Rushforth
72. Sorbus himalaica Gabrieljan
73. Sorbus hudsonii Rushforth
74. Sorbus hugh-mcallisteri Mikolás
75. Sorbus hunanica C.J.Qi
76. Sorbus hupehensis C.K.Schneid.
77. Sorbus insignis (Hook.f.) Hedl.
78. Sorbus japonica Sieb.
79. Sorbus karchungii Rushforth
80. Sorbus keenanii Rushforth
81. Sorbus khasiana (Decne.) Rehder
82. Sorbus kiukiangensis T.T.Yu
83. Sorbus koehneana C.K.Schneid.
84. Sorbus kohimensis (Watt ex C.B.Clarke) Rehder
85. Sorbus kongboensis McAll.
86. Sorbus kurzii (G.Watt ex Prain) C.K.Schneid.
87. Sorbus lanata (D.Don) S.Schauer
88. Sorbus lanpingensis L.T.Lu
89. Sorbus ligustrifolia (A.Chev.) J.E.Vidal
90. Sorbus lingshiensis Rushforth
91. Sorbus longii Rushforth
92. Sorbus lushanensis Xin Chen & Jing Qiu
93. Sorbus macallisteri Rushforth
94. Sorbus macrantha Merr.
95. Sorbus malayensis (Ridl.) comb.ined.
96. Sorbus matsumurana (Makino) Koehne
97. Sorbus megacarpa (Li H.Zhou & C.Y.Wu) Xin Chen & Y.F.Deng
98. Sorbus megalocarpa Rehder
99. Sorbus meliosmifolia Rehder
100. Sorbus microphylla (Wall. ex Hook.f.) Wenz.
101. Sorbus monbeigii (Cardot) N.P.Balakr.
102. Sorbus muliensis McAll.
103. Sorbus needhamii Rushforth
104. Sorbus nubium Hand.-Mazz.
105. Sorbus obsoletidentata (Cardot) T.T.Yu
106. Sorbus occidentalis (S.Watson) Greene
107. Sorbus ochracea (Hand.-Mazz.) J.E.Vidal
108. Sorbus oligodonta (Cardot) Hand.-Mazz.
109. Sorbus olivacea McAll.
110. Sorbus ovalis McAll.
111. Sorbus pallescens Rehder
112. Sorbus paniculata T.T.Yu & H.T.Tsai
113. Sorbus parva McAll.
114. Sorbus parvifolia (Blatt.) N.P.Balakr.
115. Sorbus parvifructa McAll.
116. Sorbus paucijuga Merr.
117. Sorbus paucinervia Merr.
118. Sorbus pontica Zaik.
119. Sorbus poteriifolia Hand.-Mazz.
120. Sorbus prattii Koehne
121. Sorbus prunifolia W.B.Liao & H.J.Jing
122. Sorbus pseudohupehensis McAll.
123. Sorbus pseudovilmorinii McAll.
124. Sorbus randaiensis (Hayata) Koidz.
125. Sorbus reducta Diels
126. Sorbus rehderiana Koehne
127. Sorbus rhombifolia C.J.Qi & K.W.Liu
128. Sorbus rinzenii Rushforth
129. Sorbus rosea McAll.
130. Sorbus rubescens McAll.
131. Sorbus rufopilosa C.K.Schneid.
132. Sorbus rushforthii McAll.
133. Sorbus rutilans McAll.
134. Sorbus sambucifolia (Cham. & Schltdl.) M.Roem.
135. Sorbus sargentiana Koehne
136. Sorbus scalaris Koehne
137. Sorbus schwerinii C.K.Schneid.
138. Sorbus scopulina Greene
139. Sorbus setschwanensis (C.K.Schneid.) Koehne
140. Sorbus sharmae M.F.Watson, V.Manandhar & Rushforth
141. Sorbus shirinensis Hadac & Chrtek
142. Sorbus sitchensis M.Roem.
143. Sorbus splendens Grimshaw & C.R.Sanders
144. Sorbus spongbergii Rushforth
145. Sorbus subfusca (Ledeb. ex Nordm.) Boiss.
146. Sorbus subochracea Yu & Lu
147. Sorbus subulata (J.E.Vidal) T.H.Nguyên & Yakovlev
148. Sorbus sujoyi Ghora
149. Sorbus tapashana C.K.Schneid.
150. Sorbus tenuis McAll.
151. Sorbus thibetica (Cardot) Hand.-Mazz.
152. Sorbus thomsonii (King ex Hook.f.) Rehder
153. Sorbus tianschanica Rupr.
154. Sorbus tiantangensis X.M.Liu & C.L.Wang
155. Sorbus tiliifolia H.Zare, Amini & Assadi
156. Sorbus tsinlingensis C.L.Tang
157. Sorbus ursina (Wall.) Decne.
158. Sorbus verticillata Merr.
159. Sorbus vestita (Wall. ex G.Don) Lodd.
160. Sorbus vilmorinii C.K.Schneid.
161. Sorbus wallichii (Hook.f.) T.T.Yu
162. Sorbus wardii Merr.
163. Sorbus wilsoniana C.K.Schneid.
164. Sorbus yongdeensis Rushforth
165. Sorbus yuana Spongberg
166. Sorbus zahlbruckneri C.K.Schneid.
167. Sorbus zayuensis T.T.Yu & L.T.Lu
168. Sorbus ×arnoldiana Rehder
169. Sorbus ×proctoriana T.C.G.Rich
170. Sorbus ×tangoensis Koidz.
171. Sorbus ×yokouchii M.Mizush. ex T.Shimizu